# Едит Лебедина Шия
Едит Лебедина Шия (давн-англ. Ealdgȳð Swann hnesce; пр. 1025 - пр. 1086)  - перша дружина короля Англії Гарольда ІІ . Едит Лебедину Шию іноді плутають з другою дружиною Гарольда, Едит Мерсійською, яка була королевою Англії під час правління Гарольда II.
Едит Лебедина Шия може бути тотожна Едгіфу Прекрасній, яка була однією з найбагатших дворян в Англії напередодні норманського завоювання. Шлюб Едит та Гарольда не був оформлений відповідно до церковних канонів і не вважався законним. Від Гарольда у Едит було принаймні шестеро дітей, серед яких Гіта, дружина Володимира Мономаха, великого князя Київського , і Ґюнхільда, що стала наложницею Алена Рудого. Їх сини Ґодвін, Едмунд і Магнус, в 1060-х роках брали участь в боротьбі проти військ Вільгельма Завойовника, однак зазнали поразки від Бріана Бретонського.
Навесні 1066 року король Гарольд II уклав законний шлюб з Едит Мерскійською, дочкою Ерла Ельфгара, і вдовою валлійського правителя Гріфіда ап Ллівеліна, якого він переміг у бою. Цей шлюб розглядається більшістю сучасних вчених як суто політичний . Мерсія і Уельс були союзниками проти Англії. Цей шлюб зміцнив положення Англії в цих двох ворожих регіонах. Він також дав Гарольду шлюб, яке був законним з точки зору духовенства, на відміну від його шлюбу з Едит Лебединою Шиєю.
Едит Лебедина Шия залишилася в історії і фольклорі головним чином тому, що саме вона впізнала тіло Гарольда після битви при Гастінгсі. Тіло було жахливо знівечене після битви і незважаючи на прохання матері Гарольда  Гіти Торкельсдоттір про повернення тіла Гарольда для поховання і обіцянку золота по вазі тіла, Вільгельм відмовився. Саме тоді Едит Лебедина Шия пройшла по полю битви і впізнала Гарольда по позначці на його грудях, відомій тільки їй. Саме завдяки цьому ченці поховали Гарольда згідно з християнськими звичаями в абатстві Уолтхема .